# Tháng 1 năm 2007
Trang này liệt kê những sự kiện quan trọng vào tháng 1 năm 2007.

## Thứ hai, ngày1 tháng 1
- România và Bulgaria gia nhập vào Liên minh châu Âu, trong khi Slovenia thay đồng tolar bằng euro.
- Lực lượng thuộc Liên minh Tòa án Hồi giáo mất thành phố cuối cùng ở Somalia, Kismayu.

## Thứ năm, ngày4 tháng 1
- Quốc hội Hoa Kỳ thứ 110 hội họp và bầu Nancy Pelosi làm Chủ tịch phụ nữ đầu tiên của Hạ viện.

## Chủ nhật, ngày7 tháng 1
- Stanisław Wielgus từ chức Tổng giám mục Warszawa sau khi nhận rằng ông cộng tác với cảnh sát mật cộng sản của Ba Lan trong thời Chiến tranh Lạnh.

## Thứ hai, ngày8 tháng 1
- Do cuộc tranh cãi giữa Nga và Belarus leo thang, ống dẫn dầu Druzhba chạy đến châu Âu bị chặn.

## Thứ ba, ngày9 tháng 1
- Các nghị sĩ phái hữu cực đoan tăng lên ảnh hưởng trong Nghị viện châu Âu khi thành lập đảng đa quốc gia mới.
- Những người sùng đạo Ấn Độ giáo ở Ấn Độ dọa tẩy chay lễ sông Hằng vì bẩn quá.
- CEO của Apple Computer, Steve Jobs, tuyên bố iPhone và đổi tên công ty thành "Apple Inc." tại hội chợ Macworld Expo hàng năm ở San Francisco.
- Tại Ras Kamboni, thị xã ở miền nam Somalia gần biên giới Kenya, Không quân Hoa Kỳ tấn công những người họ nghi là của al-Qaeda.

## Thứ tư, ngày10 tháng 1
- Tổng thống George W. Bush tuyên bố sẽ gửi 21.500 lính thêm vào Chiến tranh Iraq.
- Sudan thay đồng dinar bằng bảng trong quá trình hòa giải sau Nội chiến Sudan thứ hai.
- Hội nghị cấp cao ASEAN thứ 12 và Hội nghị cấp cao Đông Á thứ 2 khai mạc tại Cebu (Philippines).

## Thứ năm, ngày11 tháng 1
- Tổng thống tạm quyền Iajuddin Ahmed tuyên bố tình trạng khẩn cấp tại Bangladesh và từ chức, sau vài tuần náo loạn về cuộc bầu cử quốc hội sắp tới.

## Thứ bảy, ngày13 tháng 1
- Chính phủ lâm thời Somalia tuyên bố thiết quân luật sau khi đánh chiếm thị xã Ras Kamboni gần biên giới Kenya.
- Phía tây bắc Thái Bình Dương gần quần đảo Kuril bị trận động đất có độ lớn 8,2.

## Thứ ba, ngày16 tháng 1
- Hans-Gert Pöttering được bầu làm Chủ tịch Nghị viện châu Âu.

## Thứ tư, ngày17 tháng 1
- Tổng thống Hoa Kỳ George W. Bush tuyên bố rằng Cơ quan An ninh Quốc gia đã ngừng nghe lén điện thoại những người không có lệnh bắt.
- Trung tướng Dan Halutz, Tham mưu trưởng của Quân đội Israel, từ chức trong khi chính phủ tiế tục điều tra về xung đột với Hezbollah năm ngoái.
- Tạp chí Bulletin of the Atomic Scientists tại Đại học Chicago đổi giờ trên Đồng hồ Ngày tận thế (Doomsday Clock) thành 5 phút "trước nửa đêm".

## Thứ năm, ngày18 tháng 1
- Chính phủ Hoa Kỳ báo cáo rằng Cộng hòa Nhân dân Trung Hoa đã bắn thành công một tên lửa đạn đạo để phá vệ tinh cũ của chương trình Đông Phương Hồng.
- Israel trả lại cho chính quyền Palestine 100 triệu USD tiền thuế mà Israel giữ từ khi Hamas thắng cử năm ngoái.

## Thứ sáu, ngày19 tháng 1
- Một Trojan horse mang tên Storm Worm, nói về bão Kyrill ở châu Âu gần đây, làm yếu hàng ngàn máy tính cá nhân ở châu Âu và Hoa Kỳ.

## Thứ bảy, ngày20 tháng 1
- Chỉ dùng ván trượt tuyết và dù, ba người đi 1.750 kilômét tới Cực bất khả tiếp cận Nam lần đầu tiên sau năm 1958 và lần đầu tiên không dùng máy móc.
- Tổng thống Hugo Chávez của Venezuela nói rằng Tổng thống Fidel Castro của Cuba đang "kẹt trong cuộc chiến giành lại sự sống".
- Cựu Đệ Nhất Phu nhân Hoa Kỳ Hillary Clinton lập ủy ban thăm dò để bắt đầu tranh cử tổng thống năm 2008.

## Chủ nhật, ngày21 tháng 1
- Sao chổi McNaught, sao chổi sáng nhất hơn 40 năm nay, xuất hiện trên trời Nam bán cầu và các vùng gần xích đạo.

## Thứ năm, ngày25 tháng 1
- Moshe Katsav tạm từ chức Tổng thống Israel do điều tra về tội hiếp dâm và cản trở công lý.

## Thứ sáu, ngày26 tháng 1
- Cuộc nghiên cứu khoa học cho rằng con người cai thuốc lá ngay lập tức khi thùy não trước trong vỏ não bị thương.

## Chủ nhật, ngày28 tháng 1
- Roger Federer thắng Fernando Gonzalez và Serena Williams thắng Maria Sharapova trong Giải quần vợt Úc Mở rộng để giành được Grand Slam quần vợt.

## Thứ hai, ngày29 tháng 1
- Cuộc nghiên cứu mới cho rằng bệnh bò điên do một loại mầm bệnh giống virus thay vì do prion. Yale Lưu trữ ngày 6 tháng 2 năm 2007 tại Wayback Machine

## Thứ ba, ngày30 tháng 1
- Trung Quốc xóa nợ cho 33 nước châu Phi quá nghèo đồng thời cho lục địa này vay ưu đãi khoảng 3 tỉ USD.
- Microsoft phát hành hệ điều hành Windows Vista cho cá nhân.

## Thứ tư, ngày31 tháng 1
- Các nhà khảo cổ học khám phá làng của những người xây Stonehenge; làng này là khu định cư thời đồ đá mới lớn nhất ở Vương quốc Anh. BBC